# Periyasamy Chandrasekaran
Periyasamy Chandrasekaran (tamil. பெரியசாமி சந்திரசேகரன், ur. 16 kwietnia 1957, zm. 1 stycznia 2010) – członek parlamentu Sri Lanki. Zmarł na atak serca.